# Foussais-Payré
 Foussais-Payré  es una población y comuna francesa, en la región de Países del Loira, departamento de Vendée, en el distrito de Fontenay-le-Comte y cantón de Saint-Hilaire-des-Loges.

## Demografía
| 1477 | 1417 | 1310 | 1230 | 1230 | 1192 |
| Para los censos de 1962 a 1999 la población legal corresponde a la población sin duplicidades (Fuente: INSEE [Consultar]) |      |      |      |      |      |